# A California Romance
Pour plus de détails, voir Fiche technique et Distribution.
A California Romance est un film américain réalisé par Jerome Storm, sorti en 1922.

## Fiche technique
- Titre : A California Romance
- Réalisation : Jerome Storm
- Scénario : Jules Furthman et Charles E. Banks
- Photographie : Joseph H. August
- Pays de production :  États-Unis
- Format : Noir et blanc - 1,33:1 - Film muet
- Genre : comédie dramatique
- Durée : 50 minutes
- Date de sortie : 1922

## Distribution
- John Gilbert : Don Patricio Fernando
- Estelle Taylor : Donna Dolores
- George Siegmann : Don Juan Diego
- Jack McDonald : Don Manuel Casca